# Patrick Müller
Patrick Müller (Ginevra, 17 dicembre 1976) è un ex calciatore svizzero, di ruolo difensore.

## Biografia
Nato in Svizzera da padre tedesco (nato a Klagenfurt) e madre svizzera, possiede il passaporto austriaco.

## Caratteristiche tecniche
Giocava come difensore centrale.

## Carriera

### Club
Iniziò la carriera nel Servette, abbandonato nel 1998 per raggiungere il Grasshopper. Nel 2000 passò in Francia all'Olympique Lyonnais, dove segnò il gol decisivo nella finale di Coppa di Lega francese del 2001 contro il Monaco. Dopo aver vinto per tre volte la Ligue 1, di cui due da capitano, fu ceduto al Maiorca ma dopo una stagione fu acquistato dal Basilea, con cui vinse il campionato.
Nel gennaio 2006 ritornò a vestire la maglia del Lione, ma successivamente subì un grave infortunio al ginocchio che gli impedì di disputare buona parte della stagione 2007-2008.
Nonostante ciò, vinse altri due campionati con la maglia del Lione, prima di trasferirsi al Monaco, dove chiuse la carriera.

### Nazionale
Con la Svizzera conta 81 presenze, impreziosite da 3 reti e dalla partecipazione al campionato d'Europa 2004, al campionato del mondo 2006 e al campionato d'Europa 2008; a quest'ultima rassegna ha rischiato di non partecipare a causa di un grave infortunio al ginocchio.

## Palmarès

### Club
- Coppa di Lega francese: 1

Lione: 2000-2001
- Campionato francese: 5

Lione: 2001-2002, 2002-2003, 2003-2004, 2006-2007, 2007-2008
- Supercoppa francese: 5

Lione: 2002, 2003, 2004, 2006, 2007
- Campionato svizzero: 1

Basilea: 2005-2006
- Coppa di Francia: 1

Lione: 2007-2008

## Statistiche

### Cronologia presenze e reti in nazionale
| Cronologia completa delle presenze e delle reti in nazionale ― Svizzera | Cronologia completa delle presenze e delle reti in nazionale ― Svizzera | Cronologia completa delle presenze e delle reti in nazionale ― Svizzera | Cronologia completa delle presenze e delle reti in nazionale ― Svizzera | Cronologia completa delle presenze e delle reti in nazionale ― Svizzera | Cronologia completa delle presenze e delle reti in nazionale ― Svizzera | Cronologia completa delle presenze e delle reti in nazionale ― Svizzera | Cronologia completa delle presenze e delle reti in nazionale ― Svizzera |
| Data                                                                    | Città                                                                   | In casa                                                                 | Risultato                                                               | Ospiti                                                                  | Competizione                                                            | Reti                                                                    | Note                                                                    |
| ----------------------------------------------------------------------- | ----------------------------------------------------------------------- | ----------------------------------------------------------------------- | ----------------------------------------------------------------------- | ----------------------------------------------------------------------- | ----------------------------------------------------------------------- | ----------------------------------------------------------------------- | ----------------------------------------------------------------------- |
| 22-4-1998                                                               | Belfast                                                                 | Irlanda del Nord                                                        | 1 – 0                                                                   | Svizzera                                                                | Amichevole                                                              | -                                                                       | 63’                                                                     |
| 6-6-1998                                                                | Basilea                                                                 | Svizzera                                                                | 1 – 1                                                                   | Jugoslavia                                                              | Amichevole                                                              | 1                                                                       | 77’                                                                     |
| 2-9-1998                                                                | Niš                                                                     | Jugoslavia                                                              | 1 – 1                                                                   | Svizzera                                                                | Amichevole                                                              | -                                                                       |                                                                         |
| 10-10-1998                                                              | Udine                                                                   | Italia                                                                  | 2 – 0                                                                   | Svizzera                                                                | Qual. Euro 2000                                                         | -                                                                       |                                                                         |
| 14-10-1998                                                              | Zurigo                                                                  | Svizzera                                                                | 1 – 1                                                                   | Danimarca                                                               | Qual. Euro 2000                                                         | -                                                                       | 77’                                                                     |
| 6-2-1999                                                                | Mascate                                                                 | Slovenia                                                                | 0 – 2                                                                   | Svizzera                                                                | Amichevole                                                              | -                                                                       |                                                                         |
| 10-3-1999                                                               | San Gallo                                                               | Svizzera                                                                | 2 – 4                                                                   | Austria                                                                 | Amichevole                                                              | -                                                                       | 79’                                                                     |
| 27-3-1999                                                               | Minsk                                                                   | Bielorussia                                                             | 0 – 1                                                                   | Svizzera                                                                | Qual. Euro 2000                                                         | -                                                                       | 65’                                                                     |
| 31-3-1999                                                               | Zurigo                                                                  | Svizzera                                                                | 2 – 0                                                                   | Galles                                                                  | Qual. Euro 2000                                                         | -                                                                       |                                                                         |
| 28-4-1999                                                               | Amarousio                                                               | Grecia                                                                  | 1 – 1                                                                   | Svizzera                                                                | Amichevole                                                              | -                                                                       |                                                                         |
| 9-6-1999                                                                | Losanna                                                                 | Svizzera                                                                | 0 – 0                                                                   | Italia                                                                  | Qual. Euro 2000                                                         | -                                                                       |                                                                         |
| 4-9-1999                                                                | Copenaghen                                                              | Danimarca                                                               | 2 – 1                                                                   | Svizzera                                                                | Qual. Euro 2000                                                         | -                                                                       |                                                                         |
| 8-9-1999                                                                | Losanna                                                                 | Svizzera                                                                | 2 – 0                                                                   | Bielorussia                                                             | Qual. Euro 2000                                                         | -                                                                       | 78’                                                                     |
| 29-3-2000                                                               | Lugano                                                                  | Svizzera                                                                | 2 – 2                                                                   | Norvegia                                                                | Amichevole                                                              | -                                                                       |                                                                         |
| 26-4-2000                                                               | Kaiserslautern                                                          | Germania                                                                | 1 – 1                                                                   | Svizzera                                                                | Amichevole                                                              | -                                                                       |                                                                         |
| 16-8-2000                                                               | San Gallo                                                               | Svizzera                                                                | 2 – 2                                                                   | Grecia                                                                  | Amichevole                                                              | -                                                                       | 85’                                                                     |
| 2-9-2000                                                                | Zurigo                                                                  | Svizzera                                                                | 0 – 1                                                                   | Russia                                                                  | Qual. Mondiali 2002                                                     | -                                                                       |                                                                         |
| 11-10-2000                                                              | Lubiana                                                                 | Slovenia                                                                | 2 – 2                                                                   | Svizzera                                                                | Qual. Mondiali 2002                                                     | -                                                                       | 72’                                                                     |
| 24-3-2001                                                               | Belgrado                                                                | Jugoslavia                                                              | 1 – 1                                                                   | Svizzera                                                                | Qual. Mondiali 2002                                                     | -                                                                       |                                                                         |
| 28-3-2001                                                               | Zurigo                                                                  | Svizzera                                                                | 5 – 0                                                                   | Lussemburgo                                                             | Qual. Mondiali 2002                                                     | -                                                                       |                                                                         |
| 2-6-2001                                                                | Toftir                                                                  | Fær Øer                                                                 | 0 – 1                                                                   | Svizzera                                                                | Qual. Mondiali 2002                                                     | -                                                                       |                                                                         |
| 6-6-2001                                                                | Basilea                                                                 | Svizzera                                                                | 0 – 1                                                                   | Slovenia                                                                | Qual. Mondiali 2002                                                     | -                                                                       |                                                                         |
| 15-8-2001                                                               | Vienna                                                                  | Austria                                                                 | 1 – 2                                                                   | Svizzera                                                                | Amichevole                                                              | -                                                                       | 66’                                                                     |
| 1-9-2001                                                                | Basilea                                                                 | Svizzera                                                                | 1 – 2                                                                   | Jugoslavia                                                              | Qual. Mondiali 2002                                                     | -                                                                       |                                                                         |
| 5-9-2001                                                                | Lussemburgo                                                             | Lussemburgo                                                             | 0 – 3                                                                   | Svizzera                                                                | Qual. Mondiali 2002                                                     | -                                                                       |                                                                         |
| 6-10-2001                                                               | Mosca                                                                   | Russia                                                                  | 4 – 0                                                                   | Svizzera                                                                | Qual. Mondiali 2002                                                     | -                                                                       |                                                                         |
| 12-2-2002                                                               | Nicosia                                                                 | Cipro                                                                   | 1 – 1 dts (4 – 2 dtr)                                                   | Svizzera                                                                | Amichevole                                                              | -                                                                       | 46’                                                                     |
| 13-2-2002                                                               | Budapest                                                                | Ungheria                                                                | 1 – 2                                                                   | Svizzera                                                                | Amichevole                                                              | -                                                                       | 54’                                                                     |
| 15-5-2002                                                               | San Gallo                                                               | Svizzera                                                                | 1 – 3                                                                   | Canada                                                                  | Amichevole                                                              | -                                                                       | 46’                                                                     |
| 21-8-2002                                                               | Basilea                                                                 | Svizzera                                                                | 3 – 2                                                                   | Austria                                                                 | Amichevole                                                              | -                                                                       |                                                                         |
| 8-9-2002                                                                | Basilea                                                                 | Svizzera                                                                | 4 – 1                                                                   | Georgia                                                                 | Qual. Euro 2004                                                         | 1                                                                       |                                                                         |
| 12-10-2002                                                              | Tirana                                                                  | Albania                                                                 | 1 – 1                                                                   | Svizzera                                                                | Qual. Euro 2004                                                         | -                                                                       | 12’                                                                     |
| 16-10-2002                                                              | Dublino                                                                 | Irlanda                                                                 | 1 – 2                                                                   | Svizzera                                                                | Qual. Euro 2004                                                         | -                                                                       |                                                                         |
| 12-2-2003                                                               | Nova Gorica                                                             | Slovenia                                                                | 1 – 5                                                                   | Svizzera                                                                | Amichevole                                                              | -                                                                       |                                                                         |
| 2-4-2003                                                                | Tbilisi                                                                 | Georgia                                                                 | 0 – 0                                                                   | Svizzera                                                                | Qual. Euro 2004                                                         | -                                                                       |                                                                         |
| 30-4-2003                                                               | Lancy                                                                   | Svizzera                                                                | 1 – 2                                                                   | Italia                                                                  | Amichevole                                                              | -                                                                       | 89’                                                                     |
| 7-6-2003                                                                | Basilea                                                                 | Svizzera                                                                | 2 – 2                                                                   | Russia                                                                  | Qual. Euro 2004                                                         | -                                                                       | 58’ 81’                                                                 |
| 20-8-2003                                                               | Lancy                                                                   | Svizzera                                                                | 0 – 2                                                                   | Francia                                                                 | Amichevole                                                              | -                                                                       | 77’                                                                     |
| 10-9-2003                                                               | Mosca                                                                   | Russia                                                                  | 4 – 1                                                                   | Svizzera                                                                | Qual. Euro 2004                                                         | -                                                                       | 63’                                                                     |
| 11-10-2003                                                              | Basilea                                                                 | Svizzera                                                                | 2 – 0                                                                   | Irlanda                                                                 | Qual. Euro 2004                                                         | -                                                                       |                                                                         |
| 18-2-2004                                                               | Rabat                                                                   | Marocco                                                                 | 2 – 1                                                                   | Svizzera                                                                | Amichevole                                                              | -                                                                       |                                                                         |
| 31-3-2004                                                               | Candia                                                                  | Grecia                                                                  | 1 – 0                                                                   | Svizzera                                                                | Amichevole                                                              | -                                                                       |                                                                         |
| 28-4-2004                                                               | Lancy                                                                   | Svizzera                                                                | 2 – 1                                                                   | Slovenia                                                                | Amichevole                                                              | -                                                                       | 46’                                                                     |
| 2-6-2004                                                                | Losanna                                                                 | Svizzera                                                                | 0 – 2                                                                   | Germania                                                                | Amichevole                                                              | -                                                                       |                                                                         |
| 13-6-2004                                                               | Leiria                                                                  | Croazia                                                                 | 0 – 0                                                                   | Svizzera                                                                | Euro 2004 - 1º turno                                                    | -                                                                       |                                                                         |
| 17-6-2004                                                               | Coimbra                                                                 | Inghilterra                                                             | 3 – 0                                                                   | Svizzera                                                                | Euro 2004 - 1º turno                                                    | -                                                                       |                                                                         |
| 21-6-2004                                                               | Coimbra                                                                 | Svizzera                                                                | 1 – 3                                                                   | Francia                                                                 | Euro 2004 - 1º turno                                                    | -                                                                       |                                                                         |
| 18-8-2004                                                               | San Gallo                                                               | Svizzera                                                                | 0 – 0                                                                   | Irlanda del Nord                                                        | Amichevole                                                              | -                                                                       |                                                                         |
| 4-9-2004                                                                | Basilea                                                                 | Svizzera                                                                | 6 – 0                                                                   | Fær Øer                                                                 | Qual. Mondiali 2006                                                     | -                                                                       |                                                                         |
| 8-9-2004                                                                | Zurigo                                                                  | Svizzera                                                                | 1 – 1                                                                   | Irlanda                                                                 | Qual. Mondiali 2006                                                     | -                                                                       |                                                                         |
| 9-10-2004                                                               | Tel Aviv                                                                | Israele                                                                 | 2 – 2                                                                   | Svizzera                                                                | Qual. Mondiali 2006                                                     | -                                                                       |                                                                         |
| 9-2-2005                                                                | Dubai                                                                   | Emirati Arabi Uniti                                                     | 1 – 2                                                                   | Svizzera                                                                | Amichevole                                                              | 1                                                                       |                                                                         |
| 26-3-2005                                                               | Saint-Denis                                                             | Francia                                                                 | 0 – 0                                                                   | Svizzera                                                                | Qual. Mondiali 2006                                                     | -                                                                       |                                                                         |
| 30-3-2005                                                               | Zurigo                                                                  | Svizzera                                                                | 1 – 0                                                                   | Cipro                                                                   | Qual. Mondiali 2006                                                     | -                                                                       |                                                                         |
| 4-6-2005                                                                | Toftir                                                                  | Fær Øer                                                                 | 1 – 3                                                                   | Svizzera                                                                | Qual. Mondiali 2006                                                     | -                                                                       |                                                                         |
| 17-8-2005                                                               | Oslo                                                                    | Norvegia                                                                | 0 – 2                                                                   | Svizzera                                                                | Amichevole                                                              | -                                                                       |                                                                         |
| 3-9-2005                                                                | Basilea                                                                 | Svizzera                                                                | 1 – 1                                                                   | Israele                                                                 | Qual. Mondiali 2006                                                     | -                                                                       |                                                                         |
| 7-9-2005                                                                | Nicosia                                                                 | Cipro                                                                   | 1 – 3                                                                   | Svizzera                                                                | Qual. Mondiali 2006                                                     | -                                                                       |                                                                         |
| 8-10-2005                                                               | Berna                                                                   | Svizzera                                                                | 1 – 1                                                                   | Francia                                                                 | Qual. Mondiali 2006                                                     | -                                                                       |                                                                         |
| 12-10-2005                                                              | Dublino                                                                 | Irlanda                                                                 | 0 – 0                                                                   | Svizzera                                                                | Qual. Mondiali 2006                                                     | -                                                                       |                                                                         |
| 12-11-2005                                                              | Ginevra                                                                 | Svizzera                                                                | 2 – 0                                                                   | Turchia                                                                 | Qual. Mondiali 2006                                                     | -                                                                       |                                                                         |
| 16-11-2005                                                              | Istanbul                                                                | Turchia                                                                 | 4 – 2                                                                   | Svizzera                                                                | Qual. Mondiali 2006                                                     | -                                                                       |                                                                         |
| 27-5-2006                                                               | Basilea                                                                 | Svizzera                                                                | 1 – 1                                                                   | Costa d'Avorio                                                          | Amichevole                                                              | -                                                                       | 29’                                                                     |
| 3-6-2006                                                                | Zurigo                                                                  | Svizzera                                                                | 4 – 1                                                                   | Cina                                                                    | Amichevole                                                              | -                                                                       | 63’                                                                     |
| 13-6-2006                                                               | Stoccarda                                                               | Francia                                                                 | 0 – 0                                                                   | Svizzera                                                                | Mondiali 2006 - 1º turno                                                | -                                                                       | 75’                                                                     |
| 19-6-2006                                                               | Dortmund                                                                | Togo                                                                    | 0 – 2                                                                   | Svizzera                                                                | Mondiali 2006 - 1º turno                                                | -                                                                       |                                                                         |
| 23-6-2006                                                               | Hannover                                                                | Svizzera                                                                | 2 – 0                                                                   | Corea del Sud                                                           | Mondiali 2006 - 1º turno                                                | 1                                                                       |                                                                         |
| 26-6-2006                                                               | Colonia                                                                 | Svizzera                                                                | 0 – 0 dts (0 – 3 dtr)                                                   | Ucraina                                                                 | Mondiali 2006 - Ottavi di finale                                        | -                                                                       |                                                                         |
| 16-8-2006                                                               | Vaduz                                                                   | Liechtenstein                                                           | 0 – 3                                                                   | Svizzera                                                                | Amichevole                                                              | -                                                                       |                                                                         |
| 2-9-2006                                                                | Basilea                                                                 | Svizzera                                                                | 1 – 0                                                                   | Venezuela                                                               | Amichevole                                                              | -                                                                       | cap.                                                                    |
| 6-9-2006                                                                | Lancy                                                                   | Svizzera                                                                | 2 – 0                                                                   | Costa Rica                                                              | Amichevole                                                              | -                                                                       | 70’                                                                     |
| 11-10-2006                                                              | Innsbruck                                                               | Austria                                                                 | 2 – 1                                                                   | Svizzera                                                                | Amichevole                                                              | -                                                                       | 46’                                                                     |
| 15-11-2006                                                              | Basilea                                                                 | Svizzera                                                                | 1 – 2                                                                   | Brasile                                                                 | Amichevole                                                              | -                                                                       | 66’                                                                     |
| 22-3-2007                                                               | Fort Lauderdale                                                         | Giamaica                                                                | 0 – 2                                                                   | Svizzera                                                                | Amichevole                                                              | -                                                                       | 46’                                                                     |
| 25-3-2007                                                               | Miami                                                                   | Colombia                                                                | 3 – 1                                                                   | Svizzera                                                                | Amichevole                                                              | -                                                                       | 46’                                                                     |
| 2-6-2007                                                                | Basilea                                                                 | Svizzera                                                                | 1 – 1                                                                   | Argentina                                                               | Amichevole                                                              | -                                                                       |                                                                         |
| 24-5-2008                                                               | Lugano                                                                  | Svizzera                                                                | 2 – 0                                                                   | Slovacchia                                                              | Amichevole                                                              | -                                                                       | 77’                                                                     |
| 30-5-2008                                                               | San Gallo                                                               | Svizzera                                                                | 3 – 0                                                                   | Liechtenstein                                                           | Amichevole                                                              | -                                                                       |                                                                         |
| 7-6-2008                                                                | Basilea                                                                 | Svizzera                                                                | 0 – 1                                                                   | Rep. Ceca                                                               | Euro 2008 - 1º turno                                                    | -                                                                       |                                                                         |
| 11-6-2008                                                               | Basilea                                                                 | Svizzera                                                                | 1 – 2                                                                   | Turchia                                                                 | Euro 2008 - 1º turno                                                    | -                                                                       |                                                                         |
| 15-6-2008                                                               | Basilea                                                                 | Svizzera                                                                | 2 – 0                                                                   | Portogallo                                                              | Euro 2008 - 1º turno                                                    | -                                                                       |                                                                         |
| Totale                                                                  |                                                                         | Presenze                                                                | 81                                                                      |                                                                         | Reti                                                                    | 3                                                                       |                                                                         |